# 김간 (청나라)
김간(金簡, 1721년-1795년)은 청나라의 정치인으로 조선계 인물이다. 김간은 숙가황귀비의 오빠다. 자(字)는 가정(可亭)이다. 김간의 조상으로서 의주에 살던 신달리(新達理)는 병자호란 때 청나라에 투항하여 정황기 소속이 됐다. 김간은 호부시랑, 공부상서, 이부상서 등의 요직을 역임했고 또한 사고전서 편찬 시 부총재(副總裁)였다. 김간 사후 김간의 가문은 김가(金佳) 씨를 하사받았다.